# Héctor Bellerín
Héctor Bellerín Moruno (n. 19 martie 1995, Barcelona, Catalonia, Spania) este un fotbalist spaniol care evoluează la clubul spaniol din La Liga Real Betis.

## Titluri

### Club
Arsenal
- FA Cup: 2014-15, 2016-17
- FA Community Shield: 2015, 2017